# Esenbeckia alata
Espèce
Synonymes
- Esenbeckia alata var. laevis (H.Karst. & Triana) Triana & Planch.[1]
- Kuala alata H.Karst. & Triana[1]
- Kuala laevis H.Karst. & Triana[1]

Statut de conservation UICN

 EN B1+2c : En danger
Esenbeckia alata est une espèce de plantes de la famille des Rutaceae.

## Liste des variétés
Selon Tropicos (10 avril 2019) :
- variété Esenbeckia alata var. laevis (Triana) Triana & Planch.

## Publication originale
- Annales des Sciences Naturelles; Botanique, sér. 5, 14: 306–307. 1872.